# Desafectación
Si la afectación determina la vinculación de los bienes y derechos a un uso general o a un servicio público, y su consiguiente integración en el Dominio Público de acuerdo con el art. 65 de la Ley 33/2003 de 3 de noviembre de Patrimonio de las Administraciones Públicas, la desafectación de los bienes y derechos de dominio público perderán esta condición en los casos en que se produzca su desafectación por dejar de destinarse al uso general o al servicio público y, salvo en los supuestos previstos en la ley, la desafectación deberá producirse siempre de forma expresa (art. 69 de la ley 33/2003.<https://www.boe.es/>).
A título de resumen: "Constituye la técnica por la que decae o se suprime el sometimiento de un bien o un derecho al régimen de dominio público, incorporándose tal bien o derecho al régimen patrimonial".
- Datos: Q20014526